# Ligne de Creil à Jeumont
La ligne de Creil à Jeumont est une ligne de chemin de fer du Nord de la France, à double voie et longue de 187 kilomètres.
Ouverte à partir de 1847 par la Compagnie des chemins de fer du Nord, elle constitue une partie de la grande artère historique entre Paris et Bruxelles, entre Creil, sur la ligne de Paris à Lille dont elle constitue un embranchement, et Jeumont, près de la frontière franco-belge.
Constituée par étapes au départ de Creil, elle a tenu un rôle international majeur depuis son origine, aussi bien pour les trains de voyageurs, avec les mythiques TEE, que pour les marchandises. Le lancement de Thalys par la LGV Nord, en 1996, lui a fait perdre ses trains les plus nobles, lui laissant les « Corail » devenus « Intercités » puis TER, ainsi que les autres TER Hauts-de-France et toujours le fret. Une liaison entre Paris et Bruxelles par la ligne classique est toutefois relancée en 2024, avec le service Ouigo Train Classique.
Cette ligne, qui constitue la ligne no 242 000 du réseau ferré national, est électrifiée à la tension « France nord » de 25 kV 50 Hz, sauf entre Jeumont et la frontière, qui sont à la tension « belge » de 3 kV continu. Au-delà de la frontière, elle se prolonge par la ligne 130A de Charleroi-Central à Erquelinnes et frontière.

## Histoire

### Mises en service
- Le 20 octobre 1847, de Creil à Compiègne via Pont-Sainte-Maxence
- Le 20 février 1849, de Compiègne à Noyon
- Le 21 octobre 1849, de Noyon à Chauny
- Le 1er janvier 1850, de Chauny à Tergnier
- Le 23 mai 1850, de Tergnier à Saint-Quentin
- Le 11 août 1855, de Saint-Quentin à Jeumont et Erquelinnes (Belgique)

### De Creil à Compiègne

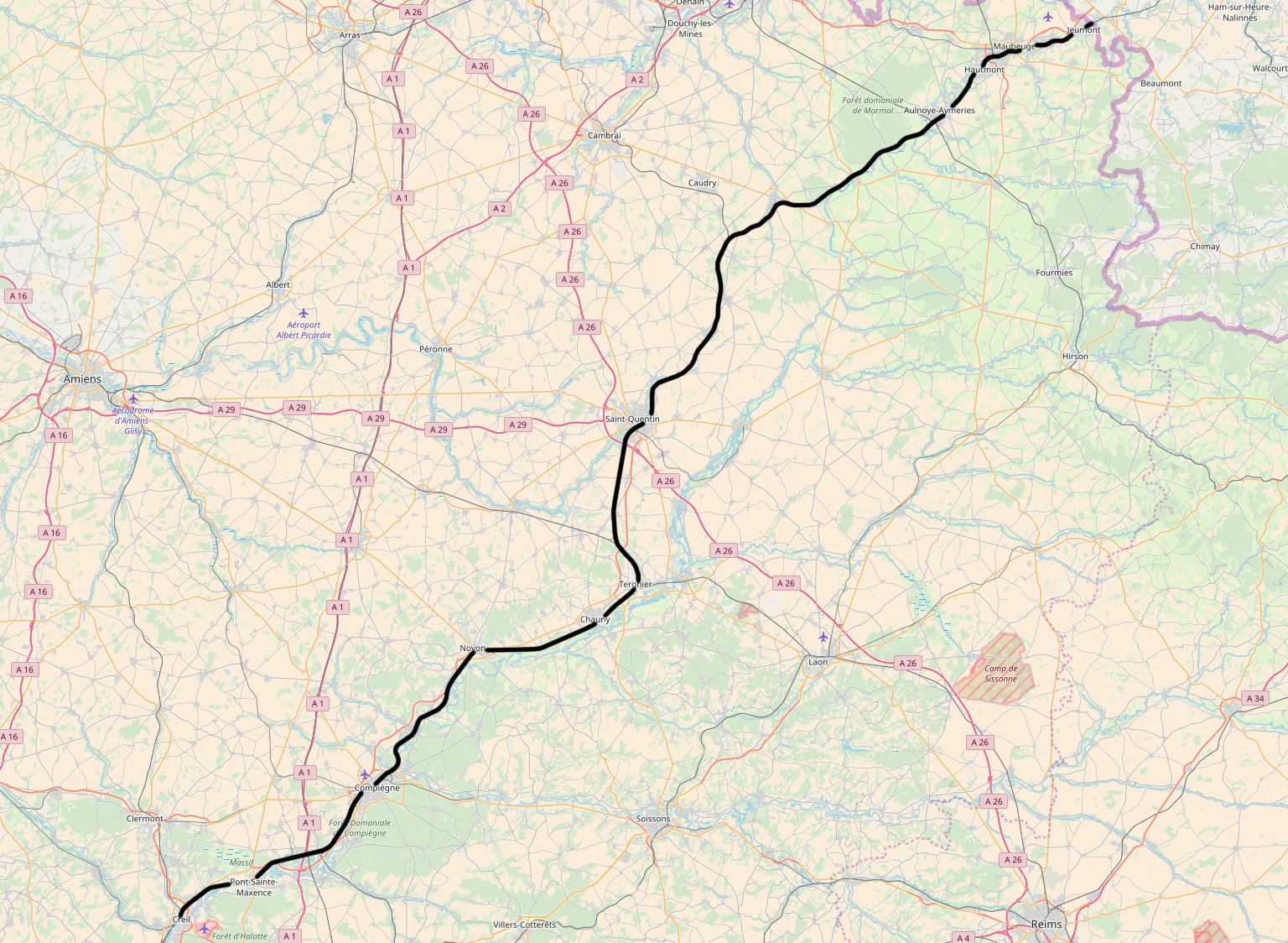
Carte du tracé de la ligne.

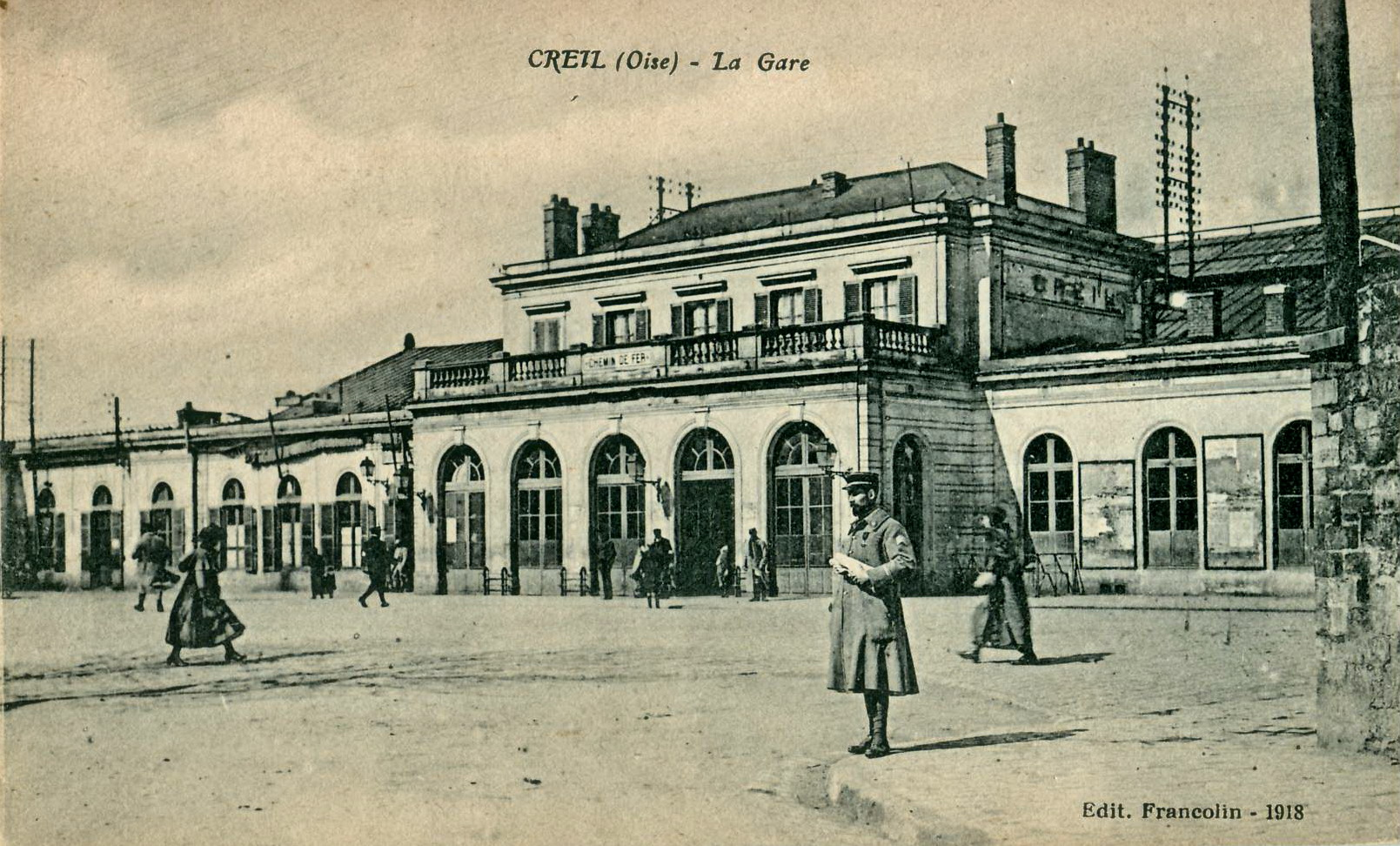
La gare de Creil, en 1918.

En 1842, lorsqu'une ligne est envisagée pour relier Paris à la Belgique, deux tracés sont retenus : un via Amiens, et un par Saint-Quentin. Le premier est retenu, car permettant de rassembler en long tronc commun les liaisons vers la Belgique et l'Angleterre par Boulogne, et en raison du poids économique et démographique du Nord de la France et de la Belgique occidentale.
Toutefois, l'importance économique de Saint-Quentin, grand centre industriel de la vallée de la Somme, et l'idée de relier plus directement Paris au sud de la Belgique et à la vallée inférieure du Rhin laissent apparaître cet embranchement comme nécessaire. La ligne d'Erquelinnes à Charleroi, bientôt achevée du côté belge, apporte un élément favorable à cette réalisation, qui permettra de relier Paris à Cologne en 517 km contre 610 via Valenciennes et Malines. Elle ouvre de nouveaux marchés à l'industrie de l'Aisne, dont les glaces de Saint-Gobain, les verreries de Folembray ainsi que les produits chimiques, les toiles, laines et châles, et rapproche les laminoirs français du Nord des hauts-fourneaux de Charleroi.
Considéré comme non-prioritaire en 1842, l'embranchement ne peut prétendre à une subvention. Toutefois, plusieurs compagnies proposent de le réaliser. L'adjudication échoit à celle qui propose le plus important rabais sur la durée de concession, originellement fixée à cinquante ans et un mois.
La loi du 15 juillet 1845 autorise l'adjudication du chemin de fer de Creil à Saint-Quentin. Le 29 décembre suivant, une ordonnance royale approuve l'adjudication de la ligne à une société, formée de plusieurs administrateurs de la compagnie du Nord, la Compagnie du chemin de fer de Creil à Saint-Quentin.
La fusion de cette compagnie avec la compagnie du Nord, dont le capital social augmente de 150 à 180 millions de francs, accélère la mise en chantier de la ligne.
Le 5 février 1846, l'assemblée générale des actionnaires de la compagnie accepte la cession de l'embranchement de Creil à Saint-Quentin, cession homologuée par l'ordonnance royale du 1er avril 1847. La concession est d'une durée de vingt-quatre ans et onze mois.
La réalisation de la ligne entre Creil, Pont-Sainte-Maxence et Compiègne dure seulement quatre mois, de juin à octobre 1847. Elle forme un embranchement de la ligne Paris - Lille à partir de la gare de Creil. La ligne ne nécessite pas d'importants ouvrages d'art, tout juste quelques ponts pour la traversée des routes. Néanmoins, les terrassements sont importants, avec un apport de sable et de cailloux pour asseoir solidement la plateforme sur les terrains inconsistants de la rive droite de l'Oise. Le tronçon est inauguré le 21 octobre 1847 : un convoi parti de Paris à huit heures emmène les administrateurs, dont J. de Rothschild, Delebecque et les frères Pereire, ainsi que les ingénieurs chargés de la construction. Il arrive à Compiègne à onze heures, où il est accueilli par la municipalité, ainsi que les autorités militaires et religieuses. La locomotive est bénie par le curé avant le traditionnel banquet. Le train inaugural quitte la ville à quatre heures et rejoint Paris en deux heures quinze.

### De Compiègne à Tergnier
La Révolution française de 1848 ralentit les travaux de la section entre Compiègne et Noyon, longue de 23 kilomètres : elle n'est achevée qu'au début de l'année 1849, quinze mois après la précédente. Elle suit également la vallée de l'Oise de façon plus ou moins proche, et connaît les mêmes difficultés de réalisation : les terrassements sont particulièrement importants en raison de l'inconsistance du terrain, de nature argileuse très fluide. Sur plusieurs kilomètres, la ligne est établie en tranchée dans le coteau dominant l'Oise, et les voies sont relevées d'un mètre afin de leur éviter tout recouvrement par la « roche coulante ». Les rails sont par ailleurs fixés sur des traverses jumelées pour accroître la solidité de leur assise. Deux stations sont prévues, à Thourotte et Ourscamp.
Un train de marchandises parcourt le tronçon dès le 29 janvier. La ligne est ouverte officiellement le 26 février 1849, le lendemain de son inauguration par le président de la République lors d'une cérémonie fastueuse, où sont présents les ingénieurs de la ligne et des représentants du peuple dont Sainte-Beuve. Après l'accueil du convoi par les autorités municipales, religieuses et militaires, le discours du préfet de l'Oise précède le traditionnel banquet, aux écrevisses de Noyon. Il souligne l'importance du chemin de fer dans l'accélération des relations et pour l'économie locale : « Désormais Noyon et Compiègne sont devenus comme les quartiers distincts d'une même ville ; Paris n'est plus qu'à quelques heures et un seul jour va suffire aux transactions qui naguère exigeaient une moitié de la semaine et un surcroît de dépenses. »
Le court tronçon de Noyon à Chauny, long de 17 kilomètres, est ouvert le 21 octobre 1849, huit mois après le tronçon précédent et sans inauguration officielle, celle-ci étant prévue lors de l'ouverture de la totalité de la ligne.

### De Tergnier à Saint-Quentin

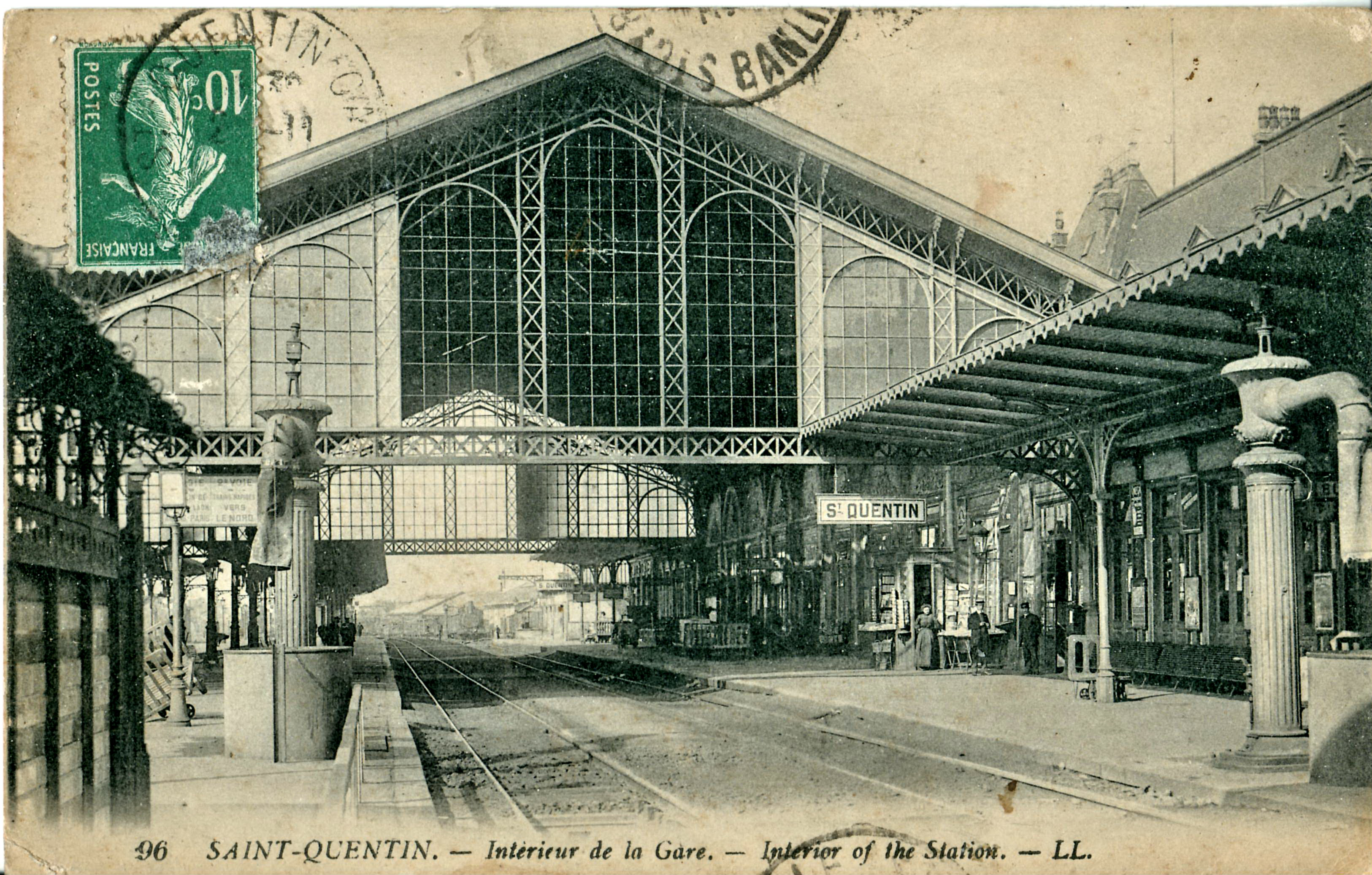
Marquise de la gare de Saint-Quentin, avant la Première Guerre mondiale.

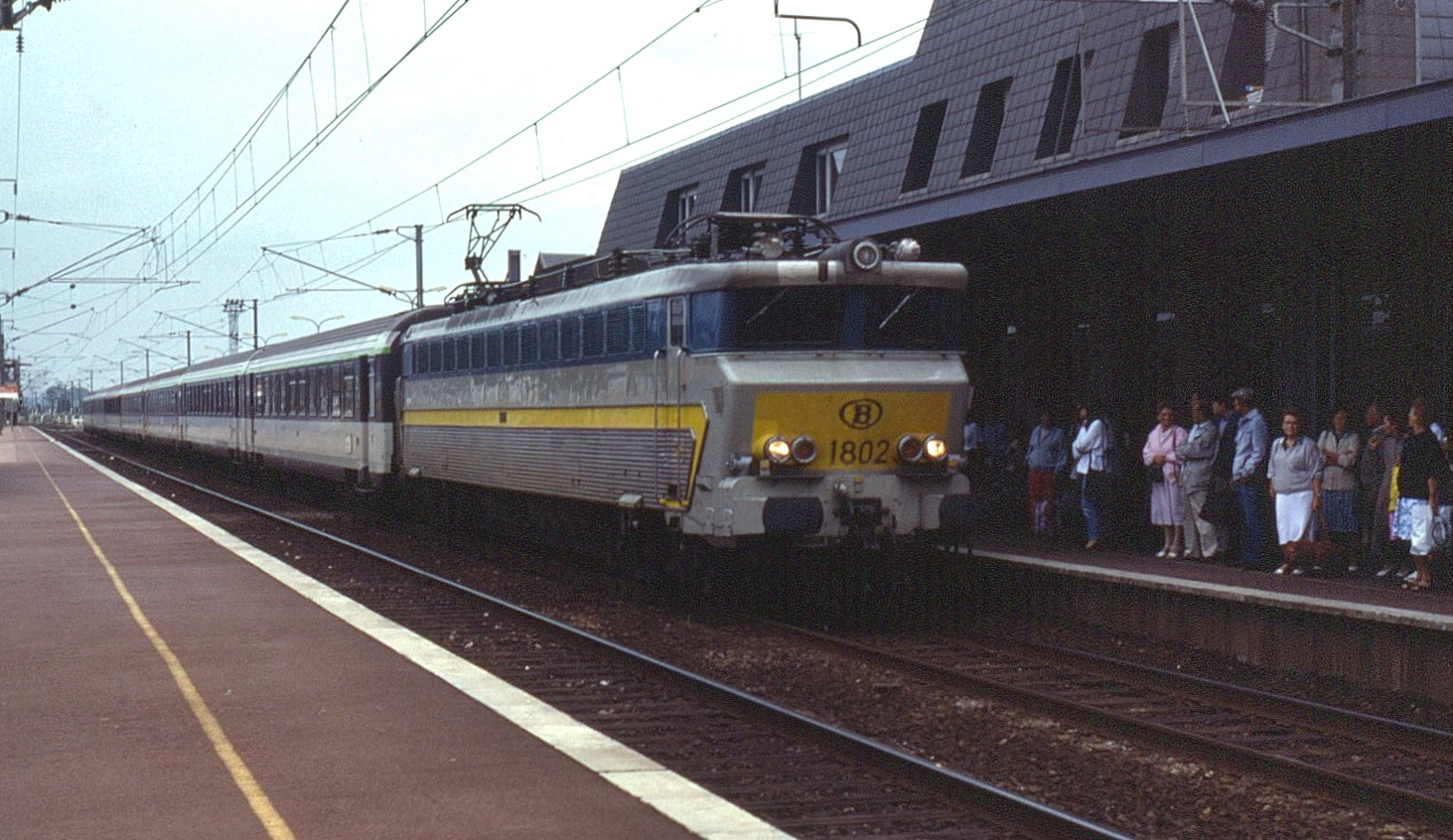
Un train Bruxelles-Midi – Paris-Nord, tracté par une locomotive belge série 18, entre en gare de Compiègne en 1989, avant l'ouverture de la LGV Nord et la création du service Thalys.

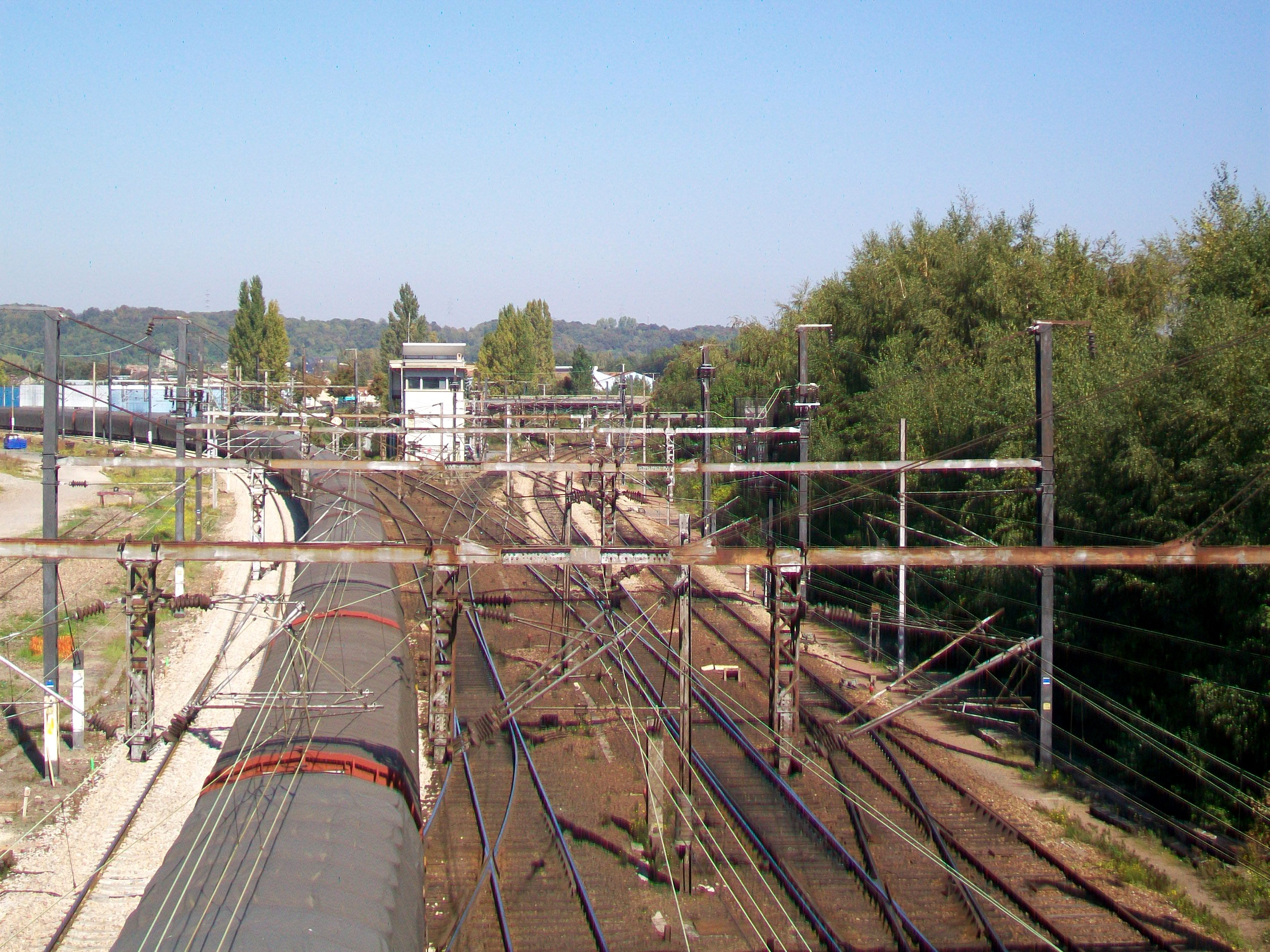
La bifurcation de Nogent-sur-Oise, à la sortie nord-est de la gare de Creil : à gauche, la ligne de Paris-Nord à Lille, à droite, l'origine de la ligne de Creil à Jeumont.

Ce tronçon, long de 22 kilomètres, est ouvert officiellement le 23 mai 1850, mais dès le 20 avril, des locomotives relient Creil à Saint-Quentin sur une seule des deux voies. L'inauguration a seulement lieu le 9 juin 1850, retardée par les travaux parlementaires. Célébrant l'achèvement de la ligne depuis Creil, celle-ci est particulièrement solennelle.
Le président de la République est accompagné par plus de quatre-cents invités, dont les responsables de la Compagnie du Nord. Le convoi inaugural quitte Paris à 10h et parvient à 13h45 à Saint-Quentin après un arrêt à Creil. Les festivités sont rendues joyeuses par l'enthousiasme de la foule, venue applaudir cette image du progrès, mais également le prince président Napoléon. Les voies et les locomotives sont bénies par l'évêque de Soissons, puis après la réception à l'Hôtel de Ville, magnifiquement décoré, une visite à l'abbaye de Fervaque permet aux invités d'admirer une exposition consacrée aux industries et à l'horticulture, avant le banquet et les traditionnels discours.
L'embranchement de 102 kilomètres achève le réseau de la Compagnie du Nord, ensemble de 705 kilomètres le plus important en France : en 1851, 228 locomotives y circuleront. Toutefois, l'administration des Travaux Publics envisage déjà un petit réseau centré sur Saint-Quentin : après la ligne vers Erquelinnes et celle vers Reims, une autre ligne est prévue vers Cambrai et Douai. Elle établirait une liaison rapide entre les ports de la Manche et de la mer du Nord d'une part, et les départements de l'Est d'autre part.

### De Saint-Quentin à Jeumont

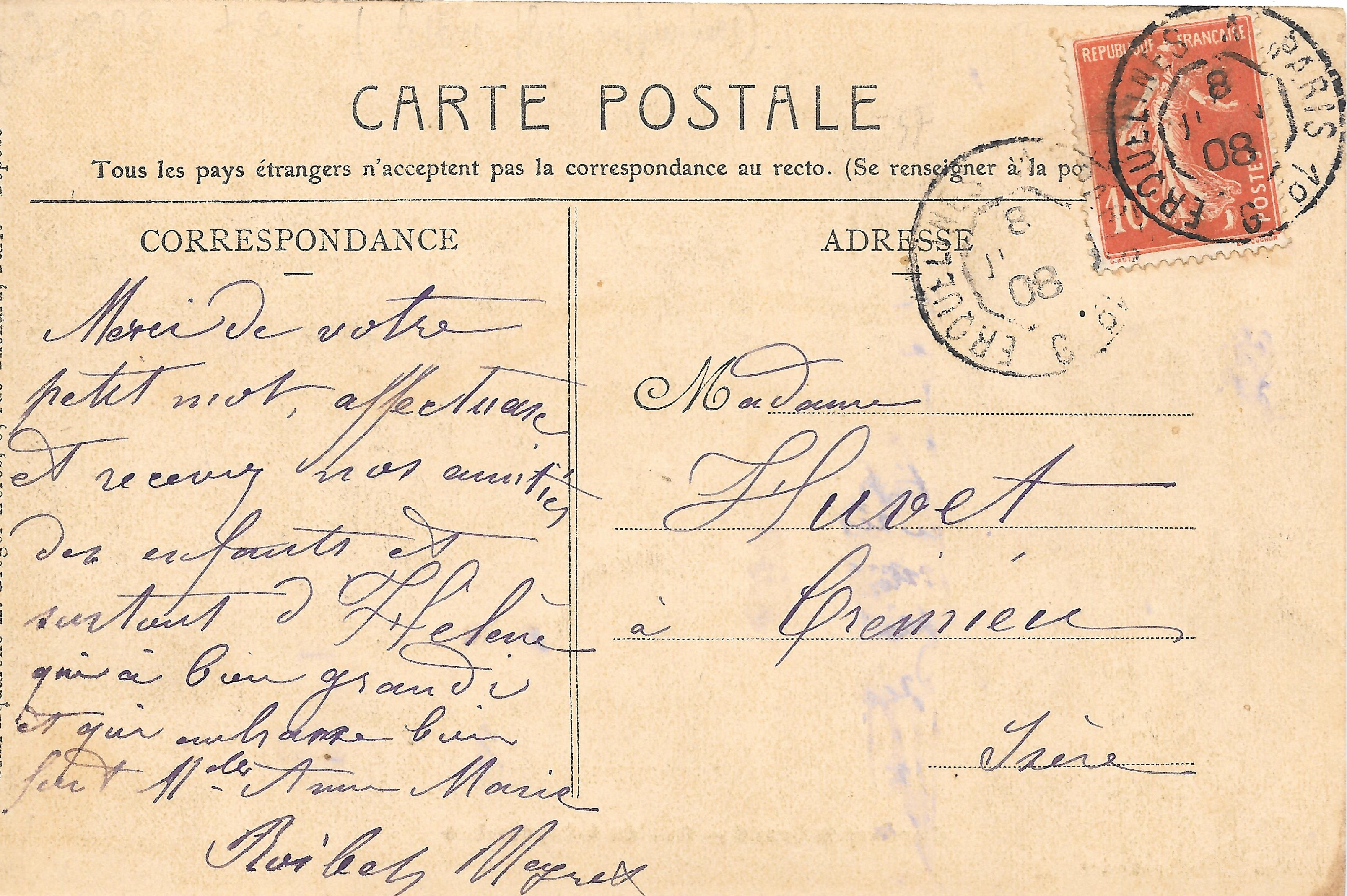
Timbre à date d'ambulant postal non crénelé, sur la ligne d'Erquelines (sic) à Paris, daté de 1908.

La ligne « de Saint-Quentin à Erquelinnes » est concédée à la Compagnie des chemins de fer du Nord par une convention signée le 18 février 1852 entre le ministre des Travaux publics et la compagnie. Cette convention est approuvée par un décret à la même date.

## La ligne

### Tracé
La ligne de Creil à Jeumont est longue de 187 km et suit le cours de l'Oise sur une partie importante de son tracé. Elle traverse trois départements, l'Oise, l'Aisne et le Nord.
La ligne naît à Creil, sur la ligne de Paris-Nord à Lille, puis s'oriente vers le nord-est dès son origine. Après Pont-Sainte-Maxence, elle passe sous l'autoroute A1 et la LGV Nord, à laquelle elle est raccordée par la base travaux de Longueil-Sainte-Marie. La ligne atteint ensuite Compiègne et suit l'Oise de près jusqu'à Noyon, puis Chauny ; elle est rejointe à Tergnier par la ligne d'Amiens à Laon. 
La ligne s'oriente alors plein nord pour atteindre Saint-Quentin, où elle retrouve le cours de la Somme pour ensuite le franchir. A Busigny, elle se sépare de la ligne en direction de Cambrai et de Somain, pour partir à nouveau en direction du nord-est. La ligne arrive alors sur le cours de la Sambre, qu'elle va suivre jusqu'à la frontière belge. Elle passe Le Cateau, puis arrive à Aulnoye-Aymeries, où elle croise la ligne de Fives à Hirson à laquelle elle est raccordée. 
C'est à Hautmont que se trouve la bifurcation en direction de Mons et de Bruxelles, peu avant la gare de Maubeuge. Puis, toujours en suivant la Sambre, la ligne arrive à Jeumont, dernière commune française avant de traverser la frontière franco-belge et d'arriver à Erquelinnes. Au-delà de cette dernière commune, la ligne poursuit son tracé jusqu'à Charleroi, et est désignée comme étant la ligne 130A du réseau d'Infrabel.

### Vitesses limites
Vitesses limites de la ligne en 2012 pour les AGC et les trains V 160 en sens impair (certaines catégories de trains, comme les trains de marchandises, possèdent des limites plus faibles) :
| De                                | À                                 | Limite |
| --------------------------------- | --------------------------------- | ------ |
| Creil - Voyageurs                 | Bifurcation de Nogent             | 150    |
| Bifurcation de Nogent             | Km 69,8                           | 160    |
| Km 69,8                           | Km 70,7                           | 150    |
| Km 70,7                           | Km 82,6                           | 160    |
| Km 82,6                           | Km 90,4                           | 150    |
| Km 90,4                           | Km 128,7                          | 160    |
| Km 128,7                          | Tergnier - Voyageurs              | 140    |
| Tergnier - Voyageurs              | Busigny - Voyageurs               | 160    |
| Busigny - Voyageurs               | Pancarte km 188,3                 | 160    |
| Pancarte km 188,3                 | Pancarte km 192,3                 | 140    |
| Pancarte km 192,3                 | Pancarte km 222,2                 | 160    |
| Pancarte km 222,2                 | Bifurcation d'Hautmont (km 224,8) | 140    |
| Bifurcation d'Hautmont (km 224,8) | Pancarte km 230,6                 | 120    |
| Pancarte km 230,6                 | Jeumont - BV                      | 140    |
| Jeumont - BV                      | Jeumont - Frontière               | 120    |

### Exploitation
La ligne a longtemps vu passer des trains internationaux reliant la France au Benelux, du fait de sa position de maillon important dans l'axe ferroviaire Paris - Bruxelles. Durant la seconde moitié du XXe siècle, tous les trains TEE reliant les capitales française et belge ont circulé sur la section de Creil jusqu'à la bifurcation d'Hautmont, comme le Brabant, l'Etoile du Nord, l'Oiseau Bleu ou encore Memling. Cette situation a perduré jusqu'au déclin du label TEE dans les années 1980, puis a définitivement pris fin à la suite de la mise en service de la LGV Nord en 1993 et du lancement des trains Thalys en 1996. Cependant, une liaison Ouigo Train Classique Paris-Nord – Creil – Aulnoye-Aymeries – Mons – Bruxelles-Midi est lancée en décembre 2024, ; un arrêt à Saint-Quentin doit être ajouté en avril 2025.
Dans les années 2020, la ligne de Creil à Jeumont voit passer des trains régionaux du service TER Hauts-de-France. On y trouve les liaisons semi-directes des lignes K13 et K14, qui relient Paris-Nord à Saint Quentin, Cambrai et Maubeuge. La ligne voit également circuler des trains omnibus reliant entre elles les différentes gares importantes du parcours, ainsi que des trains de fret. Enfin, sur la courte section de Maubeuge à la frontière, sont présents des trains de la ligne S63 du réseau suburbain de Charleroi (SNCB), effectuant des liaisons entre Maubeuge et Charleroi ; sur la partie française du parcours, ces trains sont numérotés K82.